# Museo Dámaso Navarro
El Museo Arqueológico y Etnológico "Dámaso Navarro" (en valenciano Museu Arqueològic i Etnològic "Dámaso Navarro") está situado en el municipio español de Petrel, Alicante. Fundado en 1999, alberga más de 12 000 piezas arqueológicas donadas y recuperadas por numerosos vecinos de Petrel y miembros del Grupo Arqueológico Local, interesados en la salvaguarda del patrimonio. Además de las dos salas de exposición permanente, una de arqueología y otra de etnología, cuenta con una sala de exposiciones temporales, salón de actos, taller didáctico, biblioteca, almacenes y laboratorio. El edificio fue construido en 1935 como dispensario de salud y vivienda para maestros, en 1964 se convirtió en biblioteca municipal y en la actualidad alberga el museo.

## Sala de arqueología
Ocupa la primera planta y utiliza 17 unidades expositivas y 10 paneles informativos. En ellos se explica la tarea arqueológica, las primeras ocupaciones humanas del territorio de Petrel, la Edad del Bronce, la ocupación ibérica, el proceso de romanización, la etapa andalusí como la creación del núcleo de Bitrir, la conquista cristiana y la época moderna de Petrel.
Destaca uno de los pavimentos de mosaico romano más importantes de la Comunidad Valenciana, procedente de la villa petraria y datado en el siglo IV. Es también importante el conjunto de yeserías islámicas del siglo XI y XII, procedentes del yacimiento de Puça y de las excavaciones arqueológicas efectuadas en el castillo de Petrel.

## Sala de etnología
Ocupa la segunda planta y muestra los diferentes oficios tradicionales y la cultura popular de la población hasta el siglo XX. Ofrece una mirada al pasado más reciente, a las actividades y vida cotidiana de un estilo de vida casi por completo desaparecido. En los diversos ambientes se muestran instrumentos y objetos relacionados con las tareas de carnicería, zapatería, herrería, carpintería, alfarería, cantería, marroquineria, trabajo del esparto, pesos y medidas, así como otros objetos relacionados con las faenas domésticas y el uso personal.